# Conservatorio Superior de Música «Rafael Orozco» de Córdoba

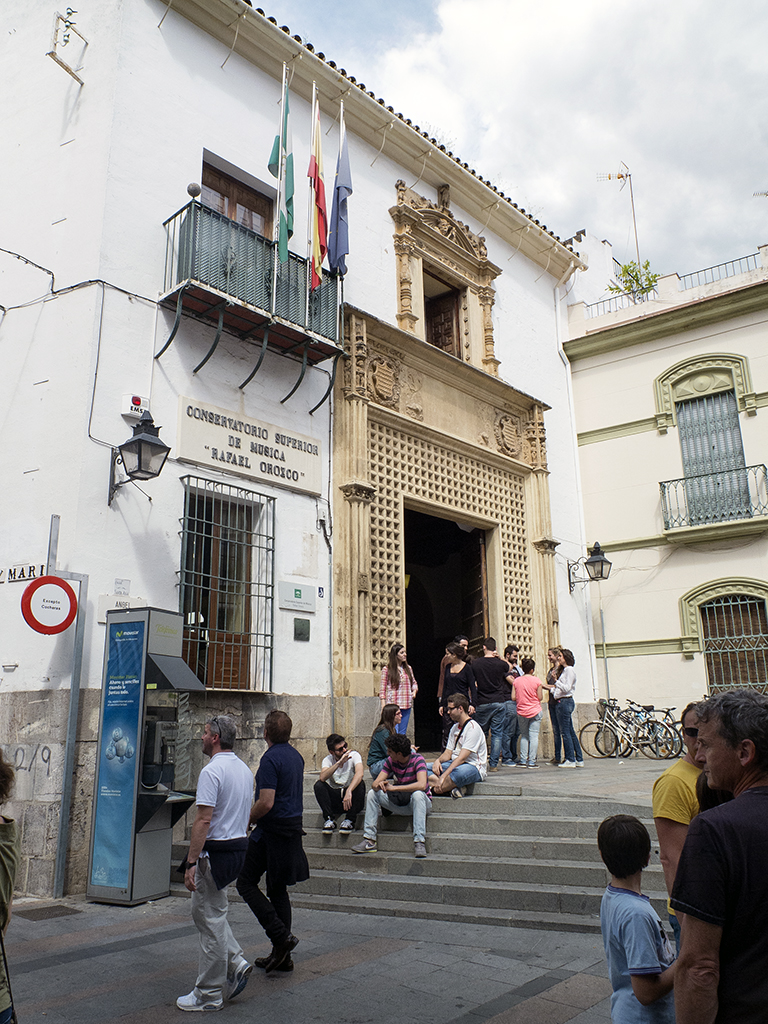
Conservatorio Superior de Córdoba.

El Conservatorio Superior de Córdoba es un conservatorio que se encuentra en la ciudad española de Córdoba, también conocido como Rafael Orozco. Está ubicado en un edificio que es muestra destacada de la arquitectura civil cordobesa durante el Renacimiento, fue morada de Rodrigo Méndez de Sotomayor.  Su fachada plateresca, relacionada con el estilo de Hernán Ruiz II está presidida por una ventana con columnas abalaustradas, decoración con temas mitológicos y los escudos de armas de la familia. 

## Historia
Se trata de uno de los Conservatorios más antiguos de España, creado en 1902 por la Diputación Provincial a partir de la sección de Música de la Escuela Provincial de Bellas Artes.  Su primer director fue el músico Cipriano Martínez Rücker.  En 1922 el Estado da validez oficial a las enseñanzas impartidas en el centro, convirtiéndose en el tercer Conservatorio del país que lo conseguía.
El centro continuó con el nombre de Conservatorio Oficial de Música hasta 1942, fecha en la que el Ministerio de Educación Nacional le otorga la categoría de Conservatorio Profesional, lo que le permite otorgar las máximas titulaciones previstas en la legislación. Es en 1972 cuando el Conservatorio alcanza su actual estatus de Conservatorio Superior de Música, privilegio sólo compartido por entonces con cinco centros de toda España.

## Conciertos y festivales
Por el auditorio del centro han pasado figuras nacionales e internacionales de la talla de  Salvatore Accardo, Narciso Yepes, Pedro Lavirgen, María Orán, Barry Douglas, Josep Colom y, por supuesto, el pianista cordobés Rafael Orozco Flores, que da nombre al Conservatorio desde 1996, fecha de su muerte.
También son célebres las Semanas de Primavera, certámenes de música celebrados en el Conservatorio de los que ya se han celebrado 42 ediciones.

## Reconocimientos
- Medalla de Oro de la ciudad de Córdoba. Año 2002.

## Ubicación
- Ubicación del Conservatorio Superior de Córdoba "Rafael Orozco"